# آلو قطره‌طلا
آلو قطره‌طلا نوعی آلو است با هسته درشت و مزه ترش و شیرین Golden or yellowgage plum.

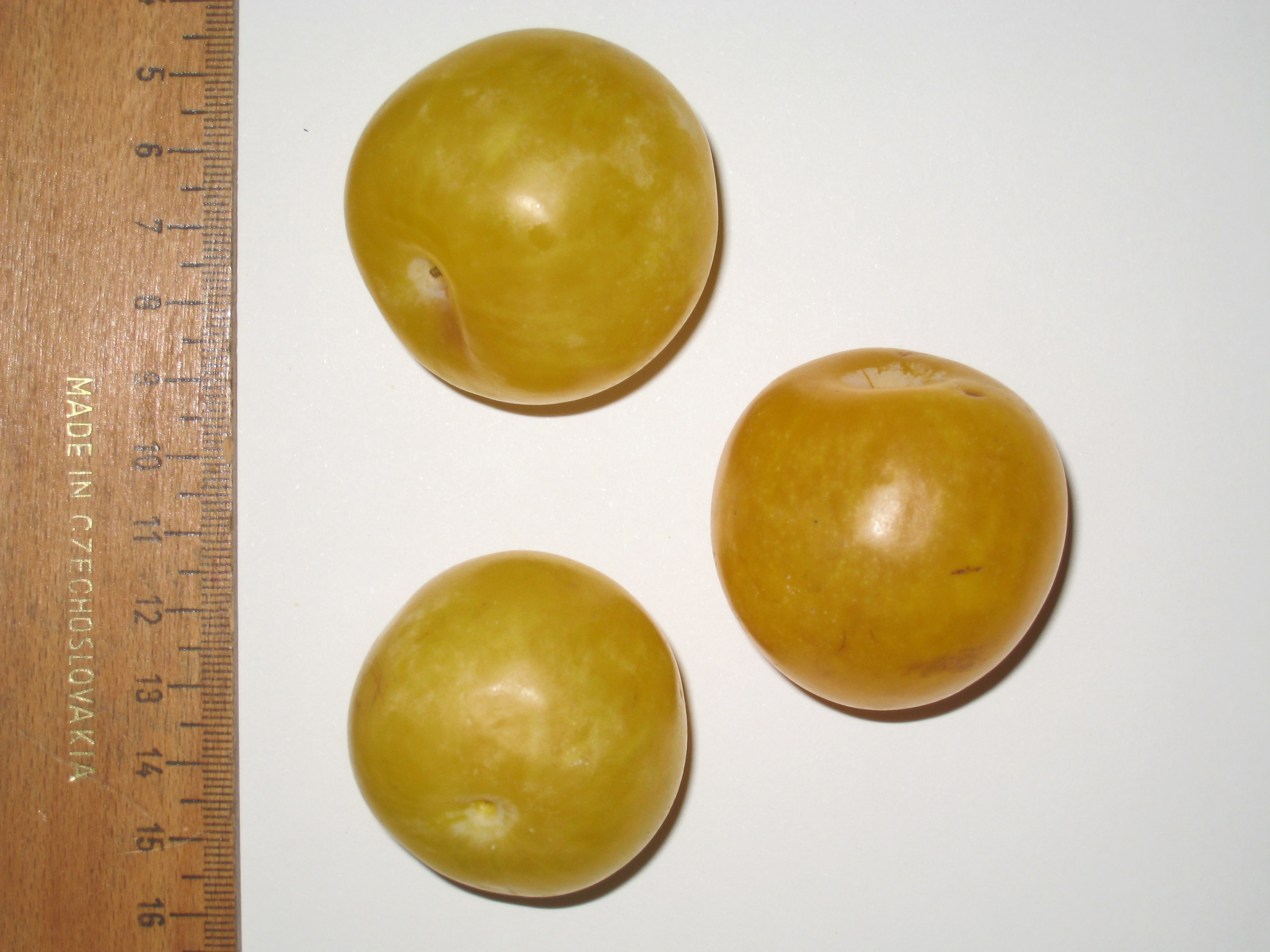
آلو قطره طلا با اشل اندازه گیری.